# Miette (chanson)
Pour les articles homonymes, voir Miette.
Miette est une chanson extraite de la première opérette marseillaise Au pays du soleil datant de 1932. C'est une chanson joyeuse d'amour composée par Vincent Scotto et écrite par René Sarvil . Elle est interprétée à sa création par Henri Alibert accompagné par Jenny Hélia. Henri Alibert, accompagné cette fois par Lisette Lanvin la chante dans l’adaptation cinématographie  sortie en 1933.
La chanson est reprise, également en 1933, par Andrex qui l'enregistre sous le label discographique Disque Polydor. D'autres versions chantées ou orchestrales sont enregistrées à la même période.
Elle est également chantée par Tino Rossi dans le film Au pays du soleil, adaptation de l'opérette, sorti en 1952.